# Michael Waltrip Racing

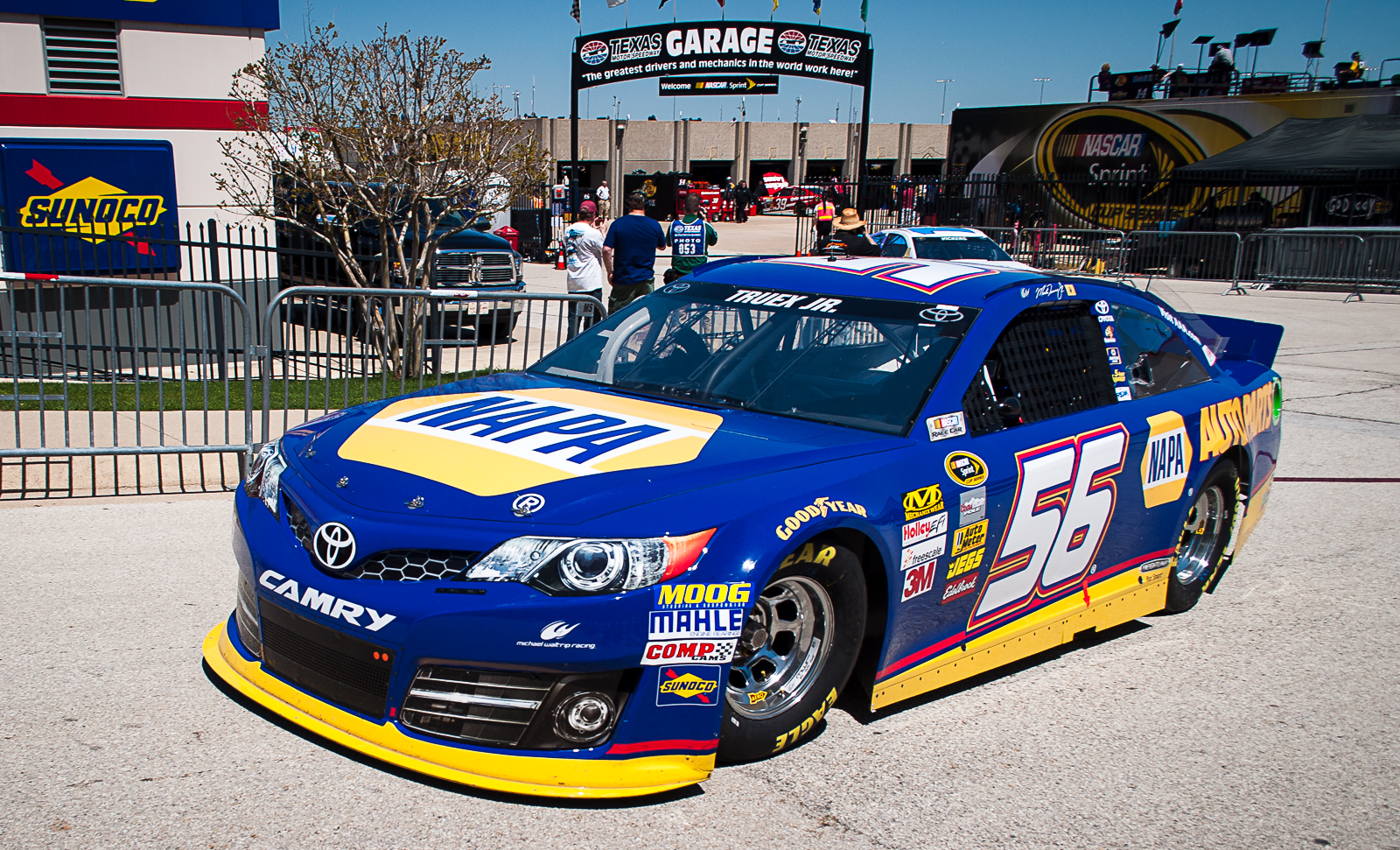
Toyota número 56 de Martin Truex Jr. en la Copa NASCAR 2013.

Michael Waltrip Racing fue un equipo de automovilismo estadounidense que competía anteriormente en la Copa NASCAR. Es propiedad 50-50 entre Michael Waltrip y Robert Kaufmann, y tienen su sede en la localidad de Cornelius, Carolina del Norte. Empezó a competir en la Busch series en 1996 inicialmente con Ford.
A julio de 2014, el equipo ha cosechado 7 victorias y 68 top 5 en la Copa NASCAR. En cuanto a resultados en campeonatos de pilotos, obtuvo el segundo puesto en 2012 como mejor resultado.
En 2015 Compitió con dos vehículos en la Copa NASCAR con el modelo Toyota Camry, los números 15, pilotado por Clint Bowyer, y 55, por David Ragan.
Fue uno de los equipos originales de la marca Toyota cuando la marca japonesa entró a la categoría a tiempo completo en 2007. El equipo cerró a finales de 2015.

## Copa NASCAR
Entre 2002 y 2005 el equipo compitió en forma esporádica por varios pilotos en la categoría inicialmente con Chevrolet. En 2006, Michael Waltrip compitió de forma regular con su equipo con una Dodge en alianza con Bill Davis Racing. Al año siguiente, el equipo compitió con tres toyotas. Waltrip obtuvo dos top 10, para terminar 44.º, Dale Jarrett finalizó 41.º y David Reutimann, 39º. Al año siguiente, Reutimann consiguió 4 top 10, de forma que culminó 22º y Waltrip obtuvo 1 top 5 para finalizar 29º.
El equipo se redujo a dos autos en 2009. Reutimann logró la primera victoria del equipo en las 600 Millas de Charlotte; con 5 top 5 y 10 top 10, terminó 16º en la tabla general, mientras que Waltrip finalizó 33º.
En 2010, Martin Truex Jr. reemplazó a Waltrip; con 7 top 10 culminó 22º en el clasificador final, y Reutimann logró una victoria y 6 top 5 finalizando 18º. Waltrip corrió las 500 Millas de Daytona con un tercer auto, finalizando 18º. Truex logró 3 top 5 y 12 top 10 para finalizar 18º en 2011 y Reutimann resultó 28º.
La temporada 2012 fue de muchos cambios en el equipo, se expandieron a una operación de tres autos a tiempo completo, con las incorporaciones de Clint Bowyer y Mark Martin (quien reemplaza a Reutimann). Bowyer obtuvo 3 triunfos, 10 top 5 y 23 top 10, finalizando subcampeón por detrás de Brad Keselowski. Truex se metió en la Caza por la Copa, y culminó 11º con 7 top 5 y 19 top 10, y Martin resultó 26º con 4 top 5 disputando la mayoría de las carreras.
Pero en 2013, el equipo se vio involucrado en un escándalo en la fecha final de la temporada regular en Richmond, antes de iniciar con la Caza por la Copa. NASCAR determinó que Michael Waltrip Racing había manipulado intencionadamente el final de esa carrera, debido a que hicieron una parada en pits no prevista para su piloto Brian Vickers luego de un reinicio de carrera. después de una neutralización originada por un despiste intencional de Bowyer, y de esa forma Martin Truex, Jr. se aseguraría un lugar en la Caza como comodín sobre Ryan Newman. Después de estas investigaciones, Truex, que estaba en el Caza como comodín después de la carrera fue descontado con 50 puntos en la temporada regular y perdió su lugar en la Caza, de forma que Newman entró como comodín.
La temporada terminaría con Bowyer cosechando 10 top 5 y 19 top 10, resultando séptimo en la tabla final. En tanto que Truex finalizó 16º con una victoria y 7 top 5, mientras que Martin disputó en 15 carreras y Brian Vickers en 14, Elliott Sadler en 4 y Waltrip en 3, todos ellos en el tercer auto; Vickers obtuvo la victoria en New Hampshire y Waltrip logró 2 top 5.
La temporada 2014 no estuvo cerca de los que fue las dos anteriores en cuanto a competitividad. Bowyer logró 5 top 5 resultando 19º en el campeonato, en tanto que Vickers obtuvo 3 top 5 finalizando 22º. En tanto que Waltrip disputó cuatro fechas, Jeff Burton dos, y Brett Moffit una, en un tercer auto del equipo. Ese tercer auto lo compartió con el equipo Identity Ventures Racing.
En 2015 más o menos lo mismo de la temporada anterior. Bowyer compitió toda la temporada a bordo una vez más en el auto #15 y logró 2 top 5 y 9 top 10 resultando 16° en el campeonato. mIentras que en el auto #55 fue compartido por Waltrip (2 carreras), Moffit (6 carreras), Vickers (2 carreras), David Ragan (26 carreras). En agosto de ese año, se anunció que el equipo abandonaba la competición a finales de la temporada. La mayoría de los activos y el personal del equipo fueron vendidos a BK racing.